# خانه محصص
خانه محصص مربوط به دوره قاجار است و در قزوین، خیابان مولوی ـ محله آخوند واقع شده و این اثر در تاریخ ۱۲ اردیبهشت ۱۳۷۷ با شمارهٔ ثبت ۲۰۰۶ به‌عنوان یکی از آثار ملی ایران به ثبت رسیده‌است.